# Héctor Santos
Héctor Santos (ur. 29 października 1944, zm. 7 maja 2019) – piłkarz urugwajski, bramkarz.
Jako piłkarz klubu CA Bella Vista wziął udział wraz z reprezentacją Urugwaju w finałach mistrzostw świata w 1970 roku, gdzie Urugwaj zdobył miano czwartej drużyny świata. Nie wystąpił jednak w żadnym meczu, nie mając szans w konkurencji z Mazurkiewiczem.
Wciąż jako gracz Bella Vista wziął udział w finałach mistrzostw świata w 1974 roku, gdzie także w każdym meczu bramki urugwajskiej bronił Mazurkiewicz.
Nigdy nie zagrał w turnieju Copa América.
Od 15 kwietnia 1970 do 24 lutego 1976 Santos bronił bramki reprezentacji Urugwaju w 14 meczach.
W swojej karierze grał w klubach Bella Vista, Club Nacional de Football oraz w peruwiańskim klubie Alianza Lima.